# Live 1978-1992
Live 1978-1992 è un cofanetto discografico dei Dire Straits, pubblicato nel 2023.

## Descrizione
La pubblicazione raccoglie tutti i dischi dal vivo già editi dal gruppo – vale a dire Alchemy: Dire Straits Live, On the Night, Encores e Live at the BBC – in versione remissata e rimasterizzata a cura di Guy Fletcher, ex tastierista della band e stretto collaboratore del frontman Mark Knopfler. Le ristampe dei primi due album contengono inoltre alcune incisioni che erano rimaste escluse dalle rispettive edizioni originali: in particolare, Alchemy vede il reintegro dei soli tre brani del concerto tenuto il 23 luglio 1983 che erano stati precedentemente omessi (Industrial Disease, Twisting by the Pool e Portobello Belle), mentre On the Night è ampliato con altre sette canzoni eseguite durante l'On Every Street World Tour (ovvero Sultans of Swing, Fade to Black, When It Comes to You, I Think I Love You Too Much, Two Young Lovers, Tunnel of Love e Telegraph Road).
Nel cofanetto è inoltre inclusa, in qualità di bonus album inedito, la registrazione completa dello spettacolo che ebbe luogo il 21 dicembre 1979 presso il Rainbow Theatre di Londra, esibizione conclusiva del Communiqué Tour nonché ultimo concerto dei Dire Straits in formazione di quartetto.

## Album
CD
- Alchemy: Dire Straits Live (CD doppio, edizione estesa e rimasterizzata)
- On the Night (CD doppio, edizione estesa e rimasterizzata)
- Encores (EP, edizione rimasterizzata)
- Live at the BBC (edizione rimasterizzata)
- Live at the Rainbow (CD doppio, in precedenza inedito)

LP
- Alchemy: Dire Straits Live (LP triplo, edizione estesa e rimasterizzata)
- On the Night (LP quadruplo, edizione estesa e rimasterizzata)
- Encores (EP, edizione rimasterizzata)
- Live at the BBC (edizione rimasterizzata)
- Live at the Rainbow (LP triplo, in precedenza inedito)